# Irak i olympiska sommarspelen 2012
Irak deltog i olympiska sommarspelen 2012 som ägde rum i London i Storbritannien mellan den 27 juli och den 12 augusti 2012.

## Boxning
- Huvudartikel: Boxning vid olympiska sommarspelen 2012

Herrar
| Boxare            | Gren       | Sextondelsfinal      | Åttondelsfinal       | Kvartsfinal          | Semifinal            | Final                | Final            |
| Boxare            | Gren       | Motståndare Resultat | Motståndare Resultat | Motståndare Resultat | Motståndare Resultat | Motståndare Resultat | Placering        |
| ----------------- | ---------- | -------------------- | -------------------- | -------------------- | -------------------- | -------------------- | ---------------- |
| Ahmad Abdul-Karim | Weltervikt | Lusizi (RSA) L 13–17 | Gick inte vidare     | Gick inte vidare     | Gick inte vidare     | Gick inte vidare     | Gick inte vidare |

## Brottning
- Huvudartikel: Brottning vid olympiska sommarspelen 2012

Herrar, grekisk-romersk stil
| Brottare   | Gren    | Kvalomgång               | Åttondelsfinal       | Kvartsfinal          | Semifinal            | Återkval 1           | Återkval 2           | Final / brons        | Final / brons |
| Brottare   | Gren    | Motståndare Resultat     | Motståndare Resultat | Motståndare Resultat | Motståndare Resultat | Motståndare Resultat | Motståndare Resultat | Motståndare Resultat | Placering     |
| ---------- | ------- | ------------------------ | -------------------- | -------------------- | -------------------- | -------------------- | -------------------- | -------------------- | ------------- |
| Ali Nadhim | -120 kg | Babajanzadeh (IRI) L 0–3 | Gick inte vidare     | Gick inte vidare     | Gick inte vidare     | Gick inte vidare     | Gick inte vidare     | Gick inte vidare     | 15            |

## Bågskytte
- Huvudartikel: Bågskytte vid olympiska sommarspelen 2012

Damer
| Bågskytt           | Gren                  | Ranking-runda | Ranking-runda | 32-delsfinal           | Sextondelsfinal   | Åttondelsfinal    | Kvartsfinal       | Semifinal         | Final             | Final            |
| Bågskytt           | Gren                  | Poäng         | Seedning      | Motståndare Poäng      | Motståndare Poäng | Motståndare Poäng | Motståndare Poäng | Motståndare Poäng | Motståndare Poäng | Placering        |
| ------------------ | --------------------- | ------------- | ------------- | ---------------------- | ----------------- | ----------------- | ----------------- | ----------------- | ----------------- | ---------------- |
| Rand Al-Mashhadani | Damernas individuella | 498           | 64            | Ki B-b (KOR) (1) L 0–6 | Gick inte vidare  | Gick inte vidare  | Gick inte vidare  | Gick inte vidare  | Gick inte vidare  | Gick inte vidare |

## Friidrott
- Huvudartikel: Friidrott vid olympiska sommarspelen 2012

Förkortningar
- Notera – Placeringar gäller endast den tävlandes eget heat
- Q = Kvalificerade sig till nästa omgång via placering
- q = Kvalificerade sig på tid eller, i fältgrenarna, på placering utan att ha nått kvalgränsen
- NR = Nationellt rekord
- N/A = Omgången inte möjlig i grenen
- Bye = Idrottaren behövde inte delta i omgången

Herrar
Bana och väg
| Idrottare         | Gren  | Heat     | Heat      | Semifinal        | Semifinal        | Final            | Final            |
| Idrottare         | Gren  | Resultat | Placering | Resultat         | Placering        | Resultat         | Placering        |
| ----------------- | ----- | -------- | --------- | ---------------- | ---------------- | ---------------- | ---------------- |
| Adnan Taess Akkar | 800 m | 1:47.83  | 5         | Gick inte vidare | Gick inte vidare | Gick inte vidare | Gick inte vidare |

Damer
Bana och väg
| Idrottare    | Gren  | Heat     | Heat      | Kvartsfinal | Kvartsfinal | Semifinal        | Semifinal        | Final            | Final            |
| Idrottare    | Gren  | Resultat | Placering | Resultat    | Placering   | Resultat         | Placering        | Resultat         | Placering        |
| ------------ | ----- | -------- | --------- | ----------- | ----------- | ---------------- | ---------------- | ---------------- | ---------------- |
| Dana Hussain | 100 m | 11.91    | 2 Q       | 11.81       | 8           | Gick inte vidare | Gick inte vidare | Gick inte vidare | Gick inte vidare |